# سفارة دولة فلسطين لدى رومانيا
سفارة دولة فلسطين لدى رومانيا هي الممثلية الدبلوماسية العُليا لدولة فلسطين لدى رومانيا. تقع السفارة في بوخارست.